# Cima (famiglia bergamasca)
Cima è stata un'importante famiglia di Bergamo i cui personaggi principali si dedicarono all'arte della pittura e della musica. La famiglia ha origine dai nobili marchigiani; è documentata la presenza sul territorio bergamasco dal 1630, proveniente dal ramo della famiglia presente sul territorio milanese dal Cinquecento.

## Origini
Il documento che cita l'origine del ramo della famiglia Cima poi a Milano è del 20 maggio 1539 quando i Cima vengono citati nella bolla pontificia di papa Paolo III.  Un ulteriore documento conferma Masio De Cima di Cingoli, condottiero di ventura a servizio di Renzo degli Anguillara che combatteva a favore dello Stato Pontificio e di Venezia e i suoi figli Durastante, Semiduzigo e Stefano immuni e esentati dal pagamento di tasse e dazi per loro e tutti i componenti ed eredi della famiglia grazie ai servizi dati al papato.
Tra i personaggi della famiglia Cima di Milano serve nominare Cesare Cima di Milano che ebbe molte cariche militari: nel 1813 fu capitano dei Dragoni della Guardia Reale di Napoleone I, nel 1818 risulta essere colonnello a Vienna nell'Imperiale Regio dei Dragoni, nonché nel 1852 cavaliere all'ordine dei Santi Maurizio e Lazzaro al servizio di Vittorio Emanuele II di Savoia. Cesare si dichiarava nobile come da documento che dichiara che nel Seicento la famiglia acquisì il titolo nobiliare, tale certificato fu rilasciato nel 1813 dal comune di Ancona a Giuseppe Cima padre di Cesare: nell'anno 1605, 12 aprile, Piero Giacomo Cima da Cingoli cavaliere di San Michele, maestro di camera di papa Leone XI Mario suo fratello e i loro figli dipendenti verranno aggregati a quella nobiltà per essere stata detta famiglia in ogni occasione benemerita di questa verrò. Venne rilasciato diploma nello stesso mese.

## Esponenti illustri
Stefano Cima
terzo figlio di Masio, condottiero di ventura assodato a servizio del pontefice e dei farnese. Quando la famiglia si trovò contro i nobili Silvestri, Stefano Cima, dovette allontanarsi recandosi a Milano dove si mise al servizio degli Sforza. Sposò Chiara Mantegazza, e dalla loro unione, nel 1540 nacque Giovanni Paolo o Giovanni Piero nominato capitano dei cavalli e nel 1599 il nipote Giulio Cesare. Questi pur risiedendo in prossimità della chiesa di San Lorenzo Maggiore a Milano risulta avesse proprietà a Robecca. Ebbe due figli Giovanni Paolo, Andrea entrambi musicisti e Emilia.
Giovanni Paolo Cima
Figlio di Giulio Cesare, Giovanni Paolo o Gio Paolo diede inizio al ramo bergamasco della famiglia. Nacque e Milano verso il 1570, sposò Elena, forse indicata a volte come Elena Bianca che gli diede numerosi figli. Nel 1610, fu nominato direttore di musica e organista nella chiesa milanese di San Celso. Con il fratello scrisse numerose opere diventando famoso per essere il primo a considerare la musica non solo adatta al canto o al ballo ma anche a solo scopo strumentale. Tra i suoi figli ci furono Angiola, Giovan Battista che divenne famoso matematico nonché scrittore di musica e che sposò Ottavia Odescalchi, Carlo Antonio, Ottavio Franco e Sebastiano che nel 1630 si recò a Bergamo dove aprì una bottega di pittura.
Andrea Cima
Figlio di Giulio Cesare, Andrea fu il suo secondogenito, musicista come il fratello si sposò con Caterina che gli diede quattro figli. Il primogenito Giulio Cesare che divenne notaio e sposò Veronica Castiglioni dei Morazzone, Giovan Battista (1610); Franca Margherita (1613), Paolo (1640).
Sebastiano Cima
Sebastiano, figlio di Gio Paolo, dopo aver perso la moglie e il padre durante la peste del 1630, di spostò a Bergamo dove erano aperti molti cantieri importanti, e la morte di molte maestranze poteva dare buona possibilità di lavoro. Sebastiano fu un pittore che lavorò principalmente per la basilica mariana e per altre chiese del territorio orobico. Ebbe sei figli, due morirono infanti, Gio Paolo oltre a lavorare con il padre divenne notaio, Elisabetta Bianca, Giovanni Battista Albano, e Alvise che divenne famoso cartografo e pittore.
Alvise Cima
Ultimogenito di Sebastiano, e il più famoso della famiglia, è conosciuto come pittore e cartografo per le sue vedute a volo d'uccello di Bergamo che hanno permesso la ricostruzione topografica della città di Bergamo come era prima della costruzione delle mura veneziane del 1561-1583. Alvise e la sorella Bianca, che visse con lui tutta la vita, non ebbero figli.
La famiglia Cima trasferitasi a Milano nel Seicento con Alvise finì, ma risultano nei secoli successivi altri personaggi presenti nel territorio di Bergamo a indicare che un nuovo ceppo della famiglia marchigiana si era nuovamente impiantato nel territorio di Bergamo.